# M/S Athene
M/S Athene är ett passagerarfartyg på Göta kanal med hemmahamn i Söderköping. Fartyget byggdes 1915 av Eriksbergs Mekaniska Verkstad i Göteborg och levererades som Athene till grosshandlaren Hugo Brusell i Stockholm. Hon trafikerade Visingsö och Göta kanal 1940–1950, därefter Stockholms södra skärgård. M/S Athene kom vid slutet av 1980-talet till Mälaren för passagerartrafik. Omkring år 2000 övertogs fartyget av Arboga rederier, som under namnet M/S Tor körde räkkryssningar i Hjälmaren och Mälaren. Fartyget ägs sedan november 2023 av Skärgårdskompaniet som då köpte henne av Rederi Mälarstaden i Västerås och hon återfick då sitt ursprungliga namn M/S Athene.